# San Germano Chisone
San Germano Chisone (piemontiul: San German) egy község a Piemont régióban, Torino megyében.